# Брагантина (микрорегион)

Брагантина на карте.

Брагантина (порт. Microrregião Bragantina) — микрорегион в Бразилии, входит в штат Пара. Составная часть мезорегиона Северо-восток штата Пара. Население составляет 382 765 человек (на 2010 год). Площадь — 8796,742 км². Плотность населения — 43,51 чел./км².

## Демография
Согласно сведениям, собранным в ходе переписи 2010 г. Национальным институтом географии и статистики (IBGE), население микрорегиона составляет:
| Полное население                             | Полное население                             | Полное население                             | Полное население                             | 382 765 |
| -------------------------------------------- | -------------------------------------------- | -------------------------------------------- | -------------------------------------------- | ------- |
| в том числе:                                 | Городское население                          | 215 526                                      | Процент городского населения, %              | 56,31   |
|                                              | Сельское население                           | 167 239                                      | Процент сельского населения, %               | 43,69   |
|                                              | Мужское население                            | 194 693                                      | Процент мужского населения, %                | 50,86   |
|                                              | Женское население                            | 188 072                                      | Процент женского населения, %                | 49,14   |
| Плотность населения, чел/км²                 | Плотность населения, чел/км²                 | Плотность населения, чел/км²                 | Плотность населения, чел/км²                 | 43,51   |
| Население микрорегиона в % к населению штата | Население микрорегиона в % к населению штата | Население микрорегиона в % к населению штата | Население микрорегиона в % к населению штата | 5,05    |

## Статистика
- Валовой внутренний продукт на 2003 год составляет 720 427 598,00 реалов (данные: Бразильский институт географии и статистики).
- Валовой внутренний продукт на душу населения на 2003 год составляет 2064,78 реалов (данные: Бразильский институт географии и статистики).
- Индекс развития человеческого потенциала на 2000 год составляет 0,662 (данные: Программа развития ООН).

## Состав микрорегиона
В составе микрорегиона включены следующие муниципалитеты:
1. Аугусту-Корреа
2. Бониту
3. Браганса
4. Капанема
5. Игарапе-Асу
6. Нова-Тимботеуа
7. Пейши-Бой
8. Примавера
9. Куатипуру
10. Санта-Мария-ду-Пара
11. Сантарен-Нову
12. Сан-Франсиску-ду-Пара
13. Тракуатеуа